# 変読
変読（へんどく）とは、ある語句（主に人名などの固有名詞）をわざと誤読する（例：本来ならば音読みで読む漢字を訓読みで読む（あるいはその逆）など）ことにより、笑いを引き出そうとする行為。
イラストレーターのみうらじゅんが、JICC出版局（現・宝島社）『宝島』誌上でコーナーを設けていた（1987年1月号〜1988年7月号）。なお、同コーナーでは、みうらは三浦鈍（みうら どん）名義となっている。このペンネームは本名の三浦純がこのように誤植されたことに由来している。